# 일본뇌염
일본 뇌염(日本腦炎, Japanese encephalitis)은 일본뇌염모기의 뇌염바이러스(腦炎─, Encephalitis virus)에 의해 감염되어 신경을 침범하는 급성전염병으로서 유행성 뇌염에 속한다. 고온다습하고 미개발 지역이 많은 열대지방에서 많이 발생하는 병이라서 열대병(熱帶病, tropical disease)에 속한다.

## 감염과 전파 경로
일본뇌염모기(작은 빨간집모기)가 산란기에 감염된 돼지를 흡혈한 후 사람을 무는 과정에서 전염된다. 모기 활동이 많은 여름철과 초가을에 많이 발생하며, 전 연령층에서 발생하나 15세 이하(70∼80%)나 고령층에서 주로 발생한다.
일본에서 20세기에 노인층에서 많이 걸렸었고, 1935년 이후에는 유소아에게서 많이 볼 수 있었으나, 21세기에는 예방접종을 하지 않은 소아나 청장년, 또는 노인 등 연령에 관계없이 발생한다.

## 증상
감염모기에 물린 후 7∼20일 후에 증상이 시작되며 95%는 무증상이나, 일단 뇌염이 발병하게 되면 사망률이 5∼30%이고 만약 회복이 되더라도 후유증이 있다. 4∼14일의 잠복기를 지나 발병은 급성으로 진행되며 고열, 두통, 현기증, 구토, 무욕 상태(apathy) 혹은 흥분상태 등이 초기에 나타나며,
병이 진행되면 의식장애, 경련, 혼수, 사망에 이르게 된다. 회복기에는 언어장애, 판단능력 저하, 사지운동 저하 등 후유증이 발현한다.

## 진단과 치료
발생 계절, 나이, 임상 소견 등으로 추정, 진단이 가능하며, 확진은 혈청학적 검사, 바이러스 배양 등으로 한다. 치료는 특수요법이 없는 반면에 호흡장애, 순환장애, 세균감염 등이 사인이 되므로 대증요법이 요망된다.

## 관리 예방
환자를 특별히 격리수용할 필요는 없다. 예방대책으로는 매개 모기의 구제, 증폭숙주인 돼지 대책, 사람의 예방접종이 있다. 15세미만의 아동은 일본뇌염 예방접종을 해야 하며 예방접종으로 발생은 줄일 수 있으나 근절되지 못하므로 모기에 물리지 않도록 하는 개인 위생과 모기의 번식과 서식을 방지하는 환경 위생이 중요하다. 취약지역(가축사육장)에 대한 살충소독 강화 및 물웅덩이 등 모기서식처를 제거해야 한다.

### 백신
일본뇌염 백신에는 사백신과 생백신이 있고 모든 영유아를 접종 대상으로 한다. WHO와 질병관리청에서는 사백신을 권장한다. 사백신은 소아과와 보건소에서 무료로 접종할 수 있지만, 생백신은 소아과에서는 유료로 접종하며, 보건소에서는 접종할 수 없다. 2014년 보건소에서도 무료전환되었다. 
1. 사백신의 접종 시기는 생후 12~24개월에 1주~1개월 간격으로 2회 접종하고, 2차접종 후 12개월 뒤 3차접종을 한다. 만 6세와 만 12세 때 각각 1회 접종한다.
2. 생백신의 접종 시기는 생후 12~24개월에 1회 접종하고 1차 접종 12개월 후 2차접종을 한다.

백신 접종 후 이상반응 중 가장 흔한 것은 접종 후 발적, 통증과 주사부위 부어오름, 발열, 발진이 발생할 수 있고 아주 드물게 중추신경계 이상반응이 발생할 수 있다.